# 金村美玖
金村美玖（かねむらみく、2002年〈平成14年〉9月10日 - ）は、日本のアイドル、ファッションモデルであり、女性アイドルグループ・日向坂46のメンバー、『bis』のレギュラーモデルである。埼玉県出身。Seed & Flower所属。

## 略歴
2002年（平成14年）9月10日に生まれる。3歳からバレエ、5歳からはピアノを習い始め、いずれも中学受験の勉強をはじめた小学5年生頃まで続けた。中学校に進学した後は吹奏楽部に所属していた。
2017年（平成29年）8月13日、『けやき坂46 追加メンバー募集オーディション』に合格し、翌々日の15日、けやき坂46の2期生としてお披露目される。翌年の2月12日には、幕張メッセイベントホールで行われた同グループ2期生初の単独イベント『おもてなし会』に参加した。
2019年（平成31年）2月11日に、自身の所属するグループがけやき坂46から日向坂46に改称された。同年3月30日には、『第28回 マイナビ presents 東京ガールズコレクション 2019 SPRING / SUMMER』（横浜アリーナ）でランウェイデビューを果たす。
2020年（令和2年）2月19日に発売された日向坂46の4thシングル『ソンナコトナイヨ』で、初めて表題曲のフロントメンバーに抜擢された。同年9月22日、ファッション雑誌『bis』（光文社）のレギュラーモデルに就任することが発表された。同誌には、同年10月1日発売の11月号より登場している。
2021年（令和3年）8月17日公開のジェニーハイ「夏嵐」のミュージック・ビデオで主演を務めた。同年10月2日、金村・丹生明里・渡邉美穂がパーソナリティを務める『ベルク presents 日向坂46の余計な事までやりましょう!』（TOKYO FM）の放送が開始される。更に、同年10月27日に発売された日向坂46の6thシングル『ってか』では、表題曲におけるセンターポジションを初めて担当した。日向坂46のシングル表題曲ならびにアルバムリード曲のセンター経験者は、小坂菜緒、佐々木美玲、加藤史帆に続いて4人目となる。
2022年（令和4年）9月10日に自身のInstagramアカウントを開設した。同年12月20日には、自身の1st写真集『羅針盤』（光文社）を発売した。同作品は、発売初週に7.3万部の売上を記録し、2023年1月2日付の「オリコン週間BOOKランキング」で1位を獲得している。

## 人物
愛称は、おすし、金ちゃん、ミクティー。兄がいる。周囲から人一倍負けず嫌いで努力家であると評されている。また、金村は自身について、とてもメンタルが弱いと語っている。尊敬する人物として乃木坂46の元メンバーである伊藤万理華を挙げている。
2024年には、日本大学芸術学部写真学科に在学中であることを公表、2025年3月に大学を卒業したことを明らかにした。
クラシックバレエを3歳から、ピアノを5歳から始め、いずれも小学5年生まで習っていた。また華道を習っていたこともある。
幼少期の将来の夢はキャビンアテンダントで、8歳の時に20歳の自分に向けて書いた手紙には、将来の夢はモデルか歌手と書かれていた。小学校高学年頃から洋服に興味を持ち始め、買い付けをするバイヤーになることを夢見ていた他、ファッション雑誌に載るモデル達を見て自分もそうなりたいと思うようになったという。このような動機から、けやき坂46に加入する前にモデルのオーディションに申し込んでいるが、一次オーディションで落選している。
小学校高学年から中学受験の勉強を始めており、けやき坂46時代の冠番組『ひらがな推し』（テレビ東京）の「けやき坂46 学力テスト」では、メンバー内での学力テストで優勝している。

### 嗜好
好物は寿司（生魚）。無類の寿司好きであり、前述した愛称や後述するキャッチコピーでも「お寿司」という単語が用いられ、初写真集の発売されたときは「すし写真集」とトレンド入りされたこともある。また、取材で自分の成長を「メバチマグロからミナミマグロに進化した」と例えたことがあるほどである。更に、日向坂46の公式YouTubeチャンネルでは、金村が寿司屋に行く様子が公開されている。好きなネタとして中トロ、ウニ、ハマチ、ブリを挙げている。
母親の手料理の中で最も好きなのは唐揚げであると語っている。それに関連して、金村と河田の2人の目標として、金村の母親が作る唐揚げを2人で販売することを挙げている。
朝食の主食にはパンよりもご飯を選択することが多く、特に親子丼などの丼物を好み、ネギトロ丼に関しては日常的に食べるほどである。他にも朝食でステーキ、チーズハットグとカレーライスなどを食べており、日向坂46で同じく2期生の丹生明里からは「胃がバカ」と評されている。なお、嫌いな食べ物としてトマト、きゅうりを挙げている。
好きな季節は秋、苦手な季節は冬であるという。また、好きな芸人としてトム・ブラウンや怪奇!YesどんぐりRPG、蛙亭などを挙げている。
中学2年生の時に、突然カメラが欲しくなったためニコンの一眼レフカメラ「D5300」を購入し、以来写真撮影を趣味としている。2020年には、オリンパスのミラーレスカメラ「PEN E-PL9」を購入したほか、ソニーの「α7 Ⅲ」も使用している。将来は自身の個展を開催する事を目標としている。
新型コロナウイルス感染症による自粛期間中にドラムセットを購入して練習しており、日向坂46のメンバーでバンドを組むのが夢であると語っていた。

### 特技
中学時代に所属していた吹奏楽部に所属していた時アルトサックスを担当しており、けやき坂46加入後は特技としても挙げている。日向坂46の冠番組『日向坂で会いましょう』（テレビ東京）ではサックスを吹きながら、「吹奏楽あるある」を披露した。
イラストや絵を書くことも得意であり、2021年1月14日放送の『プレバト!!』（毎日放送）でスプレーアートに初挑戦した際、査定員のKAZZROCKから「10代でこのクオリティーはすごいです。見事です」と「才能アリ」の評価を受け、千原ジュニアや光宗薫らを上回り、第1位に輝いた。

### けやき坂46・日向坂46
ペンライトカラーは、    パステルブルー ×     イエロー。
キャッチコピーは「皆さん美玖を推すしかない（お寿司かない）!!」。金村が出演していた『ベルク presents 日向坂46の余計な事までやりましょう!』（TOKYO FM）のスポンサーであるベルクが、「お寿司かない」という商品名で寿司を商品化し、実際に販売されている。
もともとはアイドルにあまり興味がなかったが、乃木坂46のファンであった仲良しの兄の影響で同グループに興味を抱くようになる。その後、乃木坂46の『乃木坂46 4th YEAR BIRTHDAY LIVE 2016.8.28-30 JINGU STADIUM』のライブDVDを見たことで、本格的に夢中になる。歌手になるのが幼少の頃からの夢であったことやモデルのオーディションに落ちたことへの悔しさに加えて、兄の影響で乃木坂46を好きになったことがきっかけとなり、『けやき坂46 追加メンバー募集オーディション』に応募した。新たな夢として世界一のアイドルグループになることを挙げている。
1期生の影山優佳のことを深く尊敬しており、2018年には「影山さんの努力家な所、笑顔満点のアイドルな所、大きいダンス、きれいな歌声、すべてに憧れていて少しでも近づけるよう今でもずっと尊敬しております」と自身の公式ブログで綴っている。プライベートでも一緒に遊ぶことがある。
同期生の小坂菜緒とのコンビ名は「なおみく」で、この2人は日向坂46の1stアルバム『ひなたざか』に収録された楽曲「See Through」を歌唱している。小坂が映画の撮影で不在だったライブが終了した後の楽屋で、「菜緒に会いたい、菜緒に会いたい」と言いながら号泣している金村を撮影した動画が小坂の元に届いたといい、対する小坂もその撮影期間に一番会いたかったメンバーとして金村を挙げている。また、小坂が不参加となった6thシングル表題曲「ってか」でセンターポジションを務めることとなった金村は、フォーメーション発表後すぐに小坂に電話をしたといい、小坂から「大丈夫、美玖ならできるよ」と声をかけられたといい、金村はそれに対して「菜緒は本当すごいよ」と、1stシングルから4thシングルまで4作連続でセンターポジションを務めた小坂を称えたという。
そのほか、多くのユニットやコンビに属している。金村、小坂菜緒、濱岸ひよりの3人による2002年に生まれた2期生のユニット名は「2002年組」としており、この3人は7thシングル『僕なんか』のカップリング曲「もうこんなに好きになれない」を歌唱している。また、同期生の丹生明里とのコンビ名は「にぶみく」または「ゆばレタ（ゆばとレタス）」としている。この2人に渡邉美穂を加えた埼玉県出身の3人のユニット「カラーチャート」もあり、この3人で6thシングル『ってか』のカップリング曲「あくびletter」を歌唱している他、埼玉県から「埼玉応援団」に任命され、同県をPRする活動も行っている。さらに、2期生の松田好花とのコンビ名を「納豆巻きコンビ」としている。

## 作品

### シングル
けやき坂46
- NO WAR in the future（2017年10月25日、SRCL-9583/4）- EAN 4547366331646。
- 半分の記憶（2018年3月7日、SRCL-9744）- EAN 4547366350302。
- ハッピーオーラ（2018年8月15日、SRCL-9924/5）- EAN 4547366371086。
- 君に話しておきたいこと（2019年2月27日、SRCL-9985/6）- EAN 4547366383324。
- 抱きしめてやる（2019年2月27日、SRCL-9985/6）- EAN 4547366383324。

日向坂46
- キュン（2019年3月27日、SRCL-11121/7）- EAN 4547366399219。
- JOYFUL LOVE（2019年3月27日、SRCL-11121/7）- EAN 4547366399219。
- ときめき草（2019年3月27日、SRCL-11125/6）- EAN 4547366399233。
- 沈黙が愛なら（2019年3月27日、SRCL-11127）- EAN 4547366399240。
- ドレミソラシド（2019年7月17日、SRCL-11220/6）- EAN 4547366412871。
- キツネ（2019年7月17日、SRCL-11220/6）- EAN 4547366412871。
- Cage（2019年7月17日、SRCL-11226）- EAN 4547366412901。
- Dash&Rush（2019年7月17日、SRCL-11226）- EAN 4547366412901。
- こんなに好きになっちゃっていいの?（2019年10月2日、SRCL-11310/6）- EAN 4547366422436。
- ホントの時間（2019年10月2日、SRCL-11310/6）- EAN 4547366422436。
- 川は流れる（2019年10月2日、SRCL-11316）- EAN 4547366422467。
- ソンナコトナイヨ（2020年2月19日、SRCL-11450/6）- EAN 4547366442526。
- 青春の馬（2020年2月19日、SRCL-11450/6）- EAN 4547366442526。
- 君のため何ができるだろう（2020年2月19日、SRCL-11456）- EAN 4547366442557。
- 君しか勝たん（2021年5月26日、SRCL-11794/802）- EAN 4547366504392。
- 声の足跡（2021年5月26日、SRCL-11794/802）- EAN 4547366504392。
- 世界にはThank you!が溢れている（2021年5月26日、SRCL-11800/1）- EAN 4547366504422。
- 膨大な夢に押し潰されて（2021年5月26日、SRCL-11802）- EAN 4547366504439。
- ってか（2021年10月27日、SRCL-11941/9）- EAN 4547366527520。
- 何度でも何度でも（2021年10月27日、SRCL-11941/9）- EAN 4547366527520。
- 思いがけないダブルレインボー（2021年10月27日、SRCL-11941/2）- EAN 4547366527520。
- あくびLetter（2021年10月27日、SRCL-11945/6）- EAN 4547366527544。
- アディショナルタイム（2021年10月27日、SRCL-11949）- EAN 4547366527568。
- 僕なんか（2022年6月1日、SRCL-12140/8）- EAN 4547366557145。
- 飛行機雲ができる理由（2022年6月1日、SRCL-12140/8）- EAN 4547366557145。
- 恋した魚は空を飛ぶ（2022年6月1日、SRCL-12146/7）- EAN 4547366557183。
- もうこんなに好きになれない（2022年6月1日、SRCL-12140/1）- EAN 4547366557145。
- 知らないうちに愛されていた（2022年6月1日、SRCL-12148）- EAN 4547366557176。
- 月と星が踊るMidnight（2022年10月26日、SRCL-12320/8）- EAN 4547366583045。
- HEY!OHISAMA!（2022年10月26日、SRCL-12320/8）- EAN 4547366583045。
- その他大勢タイプ（2022年10月26日、SRCL-12324/5）- EAN 4547366583069。
- 一生一度の夏（2022年10月26日、SRCL-12328）- EAN 4547366583076。
- One choice（2023年4月19日、SRCL-12490/8）- EAN 4547366612684。
- 恋は逃げ足が早い（2023年4月19日、SRCL-12490/8）- EAN 4547366612684。
- You’re in my way（2023年4月19日、SRCL-12492/3）- EAN 4547366612691。
- 友よ 一番星だ（2023年4月19日、SRCL-12498）- EAN 4547366612714。
- Am I ready?（2023年7月26日、SRCL-12610/8）- EAN 4547366625868。
- 接触と感情（2023年7月26日、SRCL-12610/1）- EAN 4547366625868。
- 君は逆立ちできるか？（2023年7月26日、SRCL-12614/5）- EAN 4547366625882。
- ガラス窓が汚れてる（2023年7月26日、SRCL-12618）- EAN 4547366625899。
- 君はハニーデュー（2024年5月8日、SRCL-12860/8）- EAN 4547366670318。
- どこまでが道なんだ？（2024年5月8日、SRCL-12860/1）- EAN 4547366670318。
- 僕に続け（2024年5月8日、SRCL-12868）- EAN 4547366670301。
- 絶対的第六感（2024年9月18日、SRCL-13000/8）- EAN 4547366698114。
- 永遠のソフィア（2024年9月18日、SRCL-13000/1）- EAN 4547366698114。
- 卒業写真だけが知ってる（2025年1月29日、SRCL-13120/8）- EAN 4547366719680。
- 孤独たちよ（2025年1月29日、SRCL-13120/1）- EAN 4547366719680。
- 43年待ちのコロッケ（2025年1月29日、SRCL-13124/5）- EAN 4547366719710。
- Love yourself!（2025年5月21日、SRCL-13270/8）- EAN 4547366743081。
- You are forever（2025年5月21日、SRCL-13270/1）- EAN 4547366743081。
- やらかした（2025年5月21日、SRCL-13272/3）- EAN 4547366743098。
- 海風とわがまま（2025年5月21日、SRCL-13278）- EAN 4547366743128。

### アルバム
けやき坂46
- 走り出す瞬間（2018年6月20日、SRCL-9825/9）- EAN 4547366358575。

日向坂46
- ひなたざか（2020年9月23日、SRCL-11580/4）- EAN 4547366470109。
- 脈打つ感情（2023年11月8日、SRCL-12720/6）- EAN 4547366647020。

### 映像作品
- けやき坂46 2期生特典映像（2018年3月7日）- EAN 4547366350296。
- ひらがな武道館 〜Day3 Special Selection〜（2018年6月20日）- EAN 4547366358575。
- ひらがな全国ツアー2017 Live&Documentary（2018年6月20日）- EAN 4547366358582。
- 佐藤詩織×金村美玖 自撮りTV（2018年8月15日）- EAN 4547366371093。
- KEYABINGO!4 ひらがなけやきって何?（2018年11月9日）- EAN 4988021716512、EAN 4988021147545。
- けやき坂46ストーリー 〜ひなたのほうへ〜（2019年3月27日）- EAN 4547366399219。
- はじめて全部凍らせて食べてみた（2019年7月17日）- EAN 4547366412895。
- ひなたの休日（2019年10月2日）- EAN 4547366422436。
- HINABINGO!（2019年11月22日）- EAN 4988021717656、EAN 4988021148740。
- 日向坂46 大富豪No.1決定戦（2020年2月19日）- EAN 4547366442526、EAN 4547366442533、EAN 4547366442540。
- HINABINGO!2（2020年4月3日）- EAN 4988021718011、EAN 4988021140089。
- DASADA（2020年5月22日）- EAN 4988021718073、EAN 4988021140157。
- 日向坂46デビューカウントダウンライブ!! in 横浜アリーナ 〜けやき坂46 LAST LIVE〜（2020年9月23日）- EAN 4547366470109。
- 日向坂46デビューカウントダウンライブ!! in 横浜アリーナ 〜日向坂46 FIRST LIVE〜（2020年9月23日）- EAN 4547366470116。
- 3年目のデビュー（2021年1月20日）- EAN 4517331070719、EAN 4517331070726。
- 〜ひらがな推し〜「としちゃんと愉快な仲間たち編」（2021年3月31日）- EAN 4547366499780。
- 〜ひらがな推し〜「京子さん、何してんですか編」（2021年3月31日）- EAN 4547366499803。
- 〜ひらがな推し〜「日向のバラエティ女王誕生編」（2021年3月31日）- EAN 4547366499810。
- 〜ひらがな推し〜「パンの鉄砲を撃ちますよ編」（2021年3月31日）- EAN 4547366499797。
- 〜ひらがな推し〜「あだ名がおたけになりました編」（2021年3月31日）- EAN 4547366499773。
- 水色、美玖色（2021年5月26日）- EAN 4547366504392。
- 声春っ!（2021年9月15日）- EAN 4988021718714、EAN 4988021140959。
- ひなたの夏休み（2021年10月27日）- EAN 4547366527551。
- 〜ひらがな推し〜初ガツオを推すしかない編（2022年1月1日）- EAN 4547366540796。
- 〜ひらがな推し〜好きな人いるの?ニブだよ編（2022年1月1日）- EAN 4547366540772。
- 〜ひらがな推し〜ヘビーリトルトゥース誕生編（2022年1月1日）- EAN 4547366540765。
- 〜ひらがな推し〜埼玉と春日が生んだ怒涛の起爆剤編（2022年1月1日）- EAN 4547366540789。
- 〜ひらがな推し〜いつでもどこでも変化球編（2022年1月1日）- EAN 4547366540758。
- ひなたのバス旅（2022年6月1日）- EAN 4547366557152、EAN 4547366557183。
- 日向坂46 3周年記念MEMORIAL LIVE 〜3回目のひな誕祭〜 in 東京ドーム（2022年7月20日）- EAN 4547366568318、EAN 4547366568301。
- 渡邉美穂 卒業セレモニー（2022年10月26日）- EAN 4547366583045、EAN 4547366583052。
- 希望と絶望（2022年12月21日）- EAN 4550450021729、EAN 4550450021736。
- 〜日向坂で会いましょう〜加藤史帆のバーベキューで会いましょう（2023年1月1日）- EAN 4547366595888。
- 〜日向坂で会いましょう〜佐々木久美の野球で会いましょう（2023年1月1日）- EAN 4547366595901。
- 〜日向坂で会いましょう〜金村美玖のオードリーに会いましょう（2023年1月1日）- EAN 4547366595895。
- 〜日向坂で会いましょう〜小坂菜緒のヒットキャンペーンで会いましょう（2023年1月1日）- EAN 4547366595918。
- 〜日向坂で会いましょう〜丹生明里の団体戦で会いましょう（2023年1月1日）- EAN 4547366595925。
- Happy Smile Tour 2022（2023年4月19日）- EAN 4547366612684、EAN 4547366612691。
- W-KEYAKI FES. 2022（2023年7月26日）- EAN 4547366625868、EAN 4547366625875。
- 日向坂46 4周年記念MEMORIAL LIVE 〜4回目のひな誕祭〜 in 横浜スタジアム（2023年9月13日）- EAN 4547366634235、EAN 4547366634228。
- 日向坂46「Happy Train Tour 2023」in 大阪城ホール（2023年11月8日）- EAN 4547366647020、EAN 4547366647037。
- ひらがなくりすます2018 & ひなくり2019〜2022 Complete Box（2023年12月24日）- EAN 4547366655889。
- 〜日向坂で会いましょう〜齊藤京子の野球を好きになりましょう（2024年1月31日）- EAN 4547366660821。
- 〜日向坂で会いましょう〜佐々木美玲のおひさまたちを釣りましょう（2024年1月31日）- EAN 4547366660791。
- 〜日向坂で会いましょう〜河田陽菜の秋頃に会いましょう（2024年1月31日）- EAN 4547366660784。
- 〜日向坂で会いましょう〜松田好花のリトルトゥースになりましょう（2024年1月31日）- EAN 4547366660807。
- 〜日向坂で会いましょう〜上村ひなのの三期生に出会いましょう（2024年1月31日）- EAN 4547366660814。
- 日向坂46 齊藤京子卒業コンサート&5周年記念MEMORIAL LIVE 〜5回目のひな誕祭〜 in 横浜スタジアム（2024年7月24日）- EAN 4547366690101、EAN 4547366690088。
- BEST MUSIC VIDEO COLLECTION 2015-2024（2024年12月3日）- EAN 4547366713909。
- 〜日向坂で会いましょう〜新年早々バトりましょう（2025年4月9日）- EAN 4547366731361。
- 〜日向坂で会いましょう〜OBKを炙り出しましょう（2025年4月9日）- EAN 4547366731323。
- 〜日向坂で会いましょう〜ポンコツたちを集めましょう（2025年4月9日）- EAN 4547366731330。
- 〜日向坂で会いましょう〜四期生を知ってもらいましょう（2025年4月9日）- EAN 4547366731354。
- 〜日向坂で会いましょう〜宮崎に行きましょう（2025年4月9日）- EAN 4547366731347。
- ひなたフェス2024（2025年5月21日）- EAN 4547366743081、EAN 4547366743098、EAN 4547366743104。
- Behind the scenes of ひなたフェス2024（2025年5月21日）- EAN 4547366743111。
- 日向坂46 6周年記念MEMORIAL LIVE 〜6回目のひな誕祭〜 in 横浜スタジアム（2025年7月23日）- EAN 4547366757309、EAN 4547366757316、EAN 4547366757323。

## 出演

### テレビドラマ
- DASADAシリーズ（日本テレビ）- 古岡五月 役[73]。
  - DASADA（2020年1月16日 - 3月19日）[74]
  - DASADA 〜未来へのカウントダウン〜（2020年7月2日 - 9月10日）[75]
- 声春っ!（2021年4月29日 - 7月1日、日本テレビ）- 月川雪菜 役[76]。
- ほんとにあった怖い話 夏の特別編2025「或る訳ありの部屋」（2025年8月16日、フジテレビ）[77]

### ネット配信
- 逃走中 Battle Royal（2022年11月15日 - 、Netflix）[78][79]

### テレビアニメ
- かえるのピクルス - きもちのいろ -（2020年10月25日、BS12 トゥエルビ）- みく 役[80]。

### 舞台
- あゆみ（2018年4月20日 - 5月6日、AiiA 2.5 Theater Tokyo）- チームカスタネット[81]。
- マギアレコード 魔法少女まどか☆マギカ外伝（2018年8月24日 - 9月9日、TBS赤坂ACTシアター）- 美樹さやか 役[82]。

### MV
- ジェニーハイ「夏嵐」（2021年9月1日、unBORDE）[83][84][85]

### ラジオ
- ベルク presents 日向坂46の余計な事までやりましょう!（2020年10月2日 - 2024年9月27日、TOKYO FM）- メインパーソナリティー[17][86]。

### ランウェイ
- 東京ガールズコレクション
  - マイナビ presents 第28回 東京ガールズコレクション2019 SPRING / SUMMER（2019年3月30日、横浜アリーナ）[12]
  - 第30回 マイナビ 東京ガールズコレクション 2020 SPRING / SUMMER（2020年2月29日、国立代々木競技場第一体育館）[87]
  - 第31回 マイナビ 東京ガールズコレクション 2020 AUTUMN / WINTER ONLINE（2020年9月5日、オンライン配信）- DASADA STAGE[88]。
  - 第32回 マイナビ 東京ガールズコレクション 2021 SPRING / SUMMER（2021年2月28日、オンライン配信）[89]
  - 第33回 マイナビ 東京ガールズコレクション 2021 AUTUMN / WINTER（2021年9月4日、オンライン配信）[90]
  - 第34回 マイナビ 東京ガールズコレクション 2022 SPRING / SUMMER（2022年3月21日、国立代々木競技場第一体育館）[91]
  - 第35回 マイナビ 東京ガールズコレクション 2022 AUTUMN / WINTER（2022年9月3日、さいたまスーパーアリーナ）[92]
  - SDGs推進 TGC しずおか 2023 by TOKYO GIRLS COLLECTION（2023年1月14日、ツインメッセ静岡）[93]
  - oomiya presents TGC WAKAYAMA 2023 by TOKYO GIRLS COLLECTION（2023年2月11日、和歌山ビッグホエール）[94]
  - 第36回 マイナビ 東京ガールズコレクション 2023 SPRING / SUMMER（2023年3月4日、国立代々木競技場第一体育館）[95]
  - 第37回 マイナビ 東京ガールズコレクション 2023 AUTUMN / WINTER（2023年9月2日、さいたまスーパーアリーナ）[96]
  - 第38回 マイナビ 東京ガールズコレクション 2024 SPRING / SUMMER（2024年3月2日、国立代々木競技場第一体育館）[97]
- GirlsAward
  - Rakuten GirlsAward 2022 SPRING / SUMMER（2022年5月14日、幕張メッセ）[98]
  - Rakuten GirlsAward 2023 SPRING / SUMMER（2023年5月4日、国立代々木競技場第一体育館）[99]
  - Rakuten GirlsAward 2023 AUTUMN / WINTER（2023年9月30日、幕張メッセ）[100]
  - Rakuten GirlsAward 2024 SPRING / SUMMER（2024年5月3日、国立代々木競技場第一体育館）[101]
  - Rakuten GirlsAward 2024 AUTUMN / WINTER（2024年10月19日、幕張メッセ）[102]
  - Rakuten GirlsAward 2025 SPRING / SUMMER（2025年5月3日、国立代々木競技場第一体育館）[103]

### CM
- ソニー損害保険（2021年11月）[104]

### イベント
- ザンビ THE ROOM 最後の選択（2019年7月31日 - 8月11日、渋谷ヒカリエ ヒカリエホール）[105]
- 埼玉 150th Project
  - 埼玉150周年1年前イベント（2020年11月14日、埼玉会館）[106]
  - 150th anniversary Specialイベント（2021年11月14日、埼玉会館）[107][108]

## 書籍

### 雑誌連載
- bis（2020年10月1日：2020年11月号 - 、光文社）- レギュラーモデル[6]。

### 写真集
- 1st写真集『羅針盤』（2022年12月20日、光文社、撮影：佐藤佑一）[24][25]